# 117582 Kenjikawai
117582 Kenjikawai è un asteroide della fascia principale. Scoperto nel 2005, presenta un'orbita caratterizzata da un semiasse maggiore pari a 2,4524865 au e da un'eccentricità di 0,1282210, inclinata di 10,24158° rispetto all'eclittica.